# واتیکان
واتیکان (به ایتالیایی: Vaticano) (به لاتین: Vaticanae) با نام رسمی دولت‌شهر واتیکان (به ایتالیایی: Stato della Città del Vaticano) (به لاتین: Status Civitatis Vaticanae) یک کشور محصور در خشکی و دولت‌شهری مستقل است که در درون شهر رم در کشور ایتالیا جای دارد. واتیکان یک پادشاهی مطلقه و محل اقامت پاپ، رهبر کاتولیک‌های جهان و مرکز کلیسای کاتولیک است. واتیکان با مساحتی در حدود ۰٫۴۴ کیلومتر مربع، کوچک‌ترین کشور دنیا و با جمعیتی در حدود ۱۰۰۰ نفر، کم‌جمعیت‌ترین کشور مستقل دنیا نیز محسوب می‌شود.
واتیکان از سریر مقدس که نام حوزهٔ اسقف‌نشین این شهر است، متفاوت است. واتیکان دولت‌شهری مستقل است که در سال ۱۹۲۹ با توافق مقامات سریر مقدس و بنیتو موسولینی نخست‌وزیر ایتالیا بنیان نهاده شد، اما قدمت سریر مقدس به اوایل پیدایش مسیحیت می‌رسد. سریر مقدس عالی‌ترین اسقف‌نشین کلیسای کاتولیک و حکومت مرکزی کلیساهای کاتولیک به‌شمار می‌رود و در جامعهٔ بین‌المللی یک واحد مستقل واجد حاکمیت به‌شمار می‌رود که موضوع حقوق بین‌الملل است و در بسیاری از کشورها سفارتخانه و در بسیاری از سازمان‌های بین‌المللی عضویت دارد. سفرای این کشور و نمایندگان پاپ نیز به‌طور رسمی نماینده و سفیر سریر مقدس نامیده می‌شوند و نه دولت‌شهر واتیکان. همچنین مصوبات واتیکان به زبان ایتالیایی منتشر می‌شود اما اسناد رسمی سریر مقدس به زبان لاتین است. این دو واحد حتی گذرنامه‌های متفاوتی نیز صادر می‌کنند. سریر مقدس گذرنامه‌های دیپلماتیک و خدماتی را صادر می‌کند و واتیکان گذرنامه‌های عادی. کلیسای سن پیر بزرگ‌ترین کلیسای جهان است و در واتیکان قرار دارد.

## تاریخ

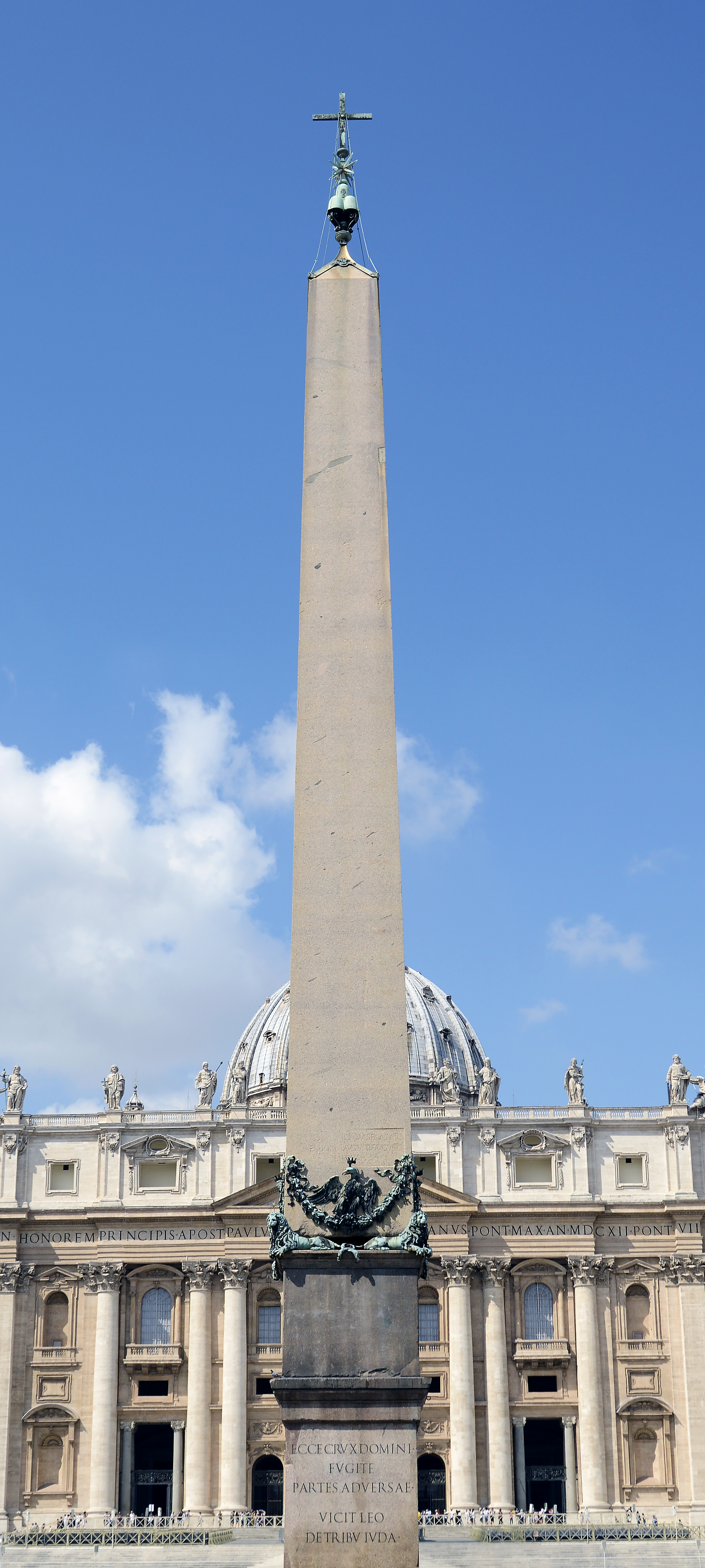
هِرم‌سنگ کلئوپاترا که کالیگولا از مصر آن را به رم آورده بود.

نام واتیکان به گونه آگِر واتیکانوس در زمان جمهوری روم دربارهٔ لجنزارهای کرانه باختری رود تیبر آن سوی شهر رم به کار می‌رفت؛ جایی در میانه یانیکولوم و تپه واتیکان و مونته ماریو رو به پایین تا تپه آونتین و رو به بالا تا همریزگاه شاخابه کرمرا.
رومیان، از سر همسایگی این پهنه با وی (Veii)، شهر دشمن اهریمنی آنان، اتروسکان‌ها، همچنین دچار بودن به خیزاب‌های رود تیبر که زمین مردابی و پست واتیکان را در بر می‌گرفت، شوم دانسته و درخور زندگی نمی‌دانستند.
تاسیتوس، تاریخ‌نگار نامدار رومی دربارهٔ رویدادهای سال ۶۹ میلادی، سال چهار فرمانروا می‌نویسد: بخش بزرگی از ارتش شمالی که ویتلیوس را برای فرمانروایی به رم رساند، در گستره ناسالم آگر واتیکانوس اردو زد و دچار مرگ و میر بسیاری در این سرزمین شد. گل‌ها و ژرمن‌ها که تاب گرمای آنجا را نداشتند از روی تشنگی از رواناب‌های آن که نزدیک تیبر بود نوشیده و پیکر ناتوانشان را دچار ناتوانی افزونتری می‌ساختند.
پس از سده یکم میلادی نام دیگری جای آگر واتیکانوس را می‌گیرد. واتیکانوس دربردارنده تپه واتیکان، میدان سن پیتر کنونی و شاید ویا دلّا کونسیلیاتسیونه امروزی است.
در دوره پادشاهی روم، به‌ویژه در زمان اگریپینای بزرگتر این پهنه رونق یافت. پس از زهکشی آبهای آن، خانه‌هایی در آن ساخته شد و آگریپینا باغهایی در آن ساخت. فرزند وی، کالیگولا، در میانه باغهای مادرش میدانی برای گردونه سواران ساخت که پس از او نرون آن را به پایان رساند و به میدان نرون آوازه یافت.
کالیگولا هرم سنگیرا از هلیوپولیس در مصر برای آراستن میانه میدان گردونه سواری خود آورد و امروزه تنها بازمانده آن ساختمان در واتیکان است. در سال ۶۴ میلادی در آتش‌سوزی رم مسیحیان بسیاری کشته شدند. می‌گویند سن پیتر هم در همین میدان وارونه به چلیپا کشیده شد.
آن سوی این میدان گورستانی بود که با ویا کورنلیا از هم جدا می‌شدند. یادمان‌های خاکسپاری و آرامگاه‌ها و گورهای کوچک، همچنین مهراب‌هایی برای ایزدان دینهای گوناگون چندگانه باور در این گورستان جای داشتند که تا زمان ساخت نیایشگاه کنستانتینی سن پیتر در نیمه نخست سده چهارم میلادی بر جای مانده بودند؛ نیز نیایشگاهی برای ایزدبانوی بریگ‌ها، سیبل، و همسر وی آتیس ساخته شده بود که تا دیر زمانی پس از ساخت نیایشگاه سن پیتر بر پا بوده و کاربری داشته است.
بازمانده این ساخته‌ها کمابیش تا زمانی که به دستور پاپ پیوس دوازدهم در سالهای ۱۹۳۹ تا ۱۹۴۱ بگونه سامان مند کاوش شدند، با هر بازسازی و نوسازی در واتیکان سر از خاک برمی‌آوردند.
در سال ۳۲۶ میلادی نیایشگاهی بر روی جایی که آرامگاه سن پیتر پنداشته می‌شد، ساخته شد.
شهر واتیکان - کوچک‌ترین کشور مستقل جهان - در ۱۱ فوریه ۱۹۲۹ طبق پیمان لاتران تأسیس شد. این عهدنامه بین «موسولینی» رئیس وقت دولت ایتالیا و پیپسی (papacy) - دفتر پاپ بالاترین قدرت کلیسای کاتولیک رم - پس از سال‌ها مجادله منعقد شد. در سال ۱۹۸۴ با کنکوردا - پیمان پاپ و دولت - عهدنامه جدیدی جایگزین شد. این عهدنامه جدید مانند عهدنامه قبلی، استقلال کامل کلیسای کاتولیک را در داخل شهر واتیکان به رسمیت می‌شناسد.

## حکومت
شیوه کشورداری در واتیکان، پادشاهی مطلق گزینشی است. پاپ را گروهی از کشیشان والاجاه برمی‌گزینند و پاپ اختیار بدون مرزی در گزینش کارگزاران خود و قانونگذاری و داوری دربارهٔ رویدادهای پیش آمده دارد.
جایگاه برتر در سرپرستی شهر، پاپ اعظم است که در بالاترین جایگاه است و حق قانون‌گذاری، قضاوت و اداره دولت تنها از آنِ اوست.

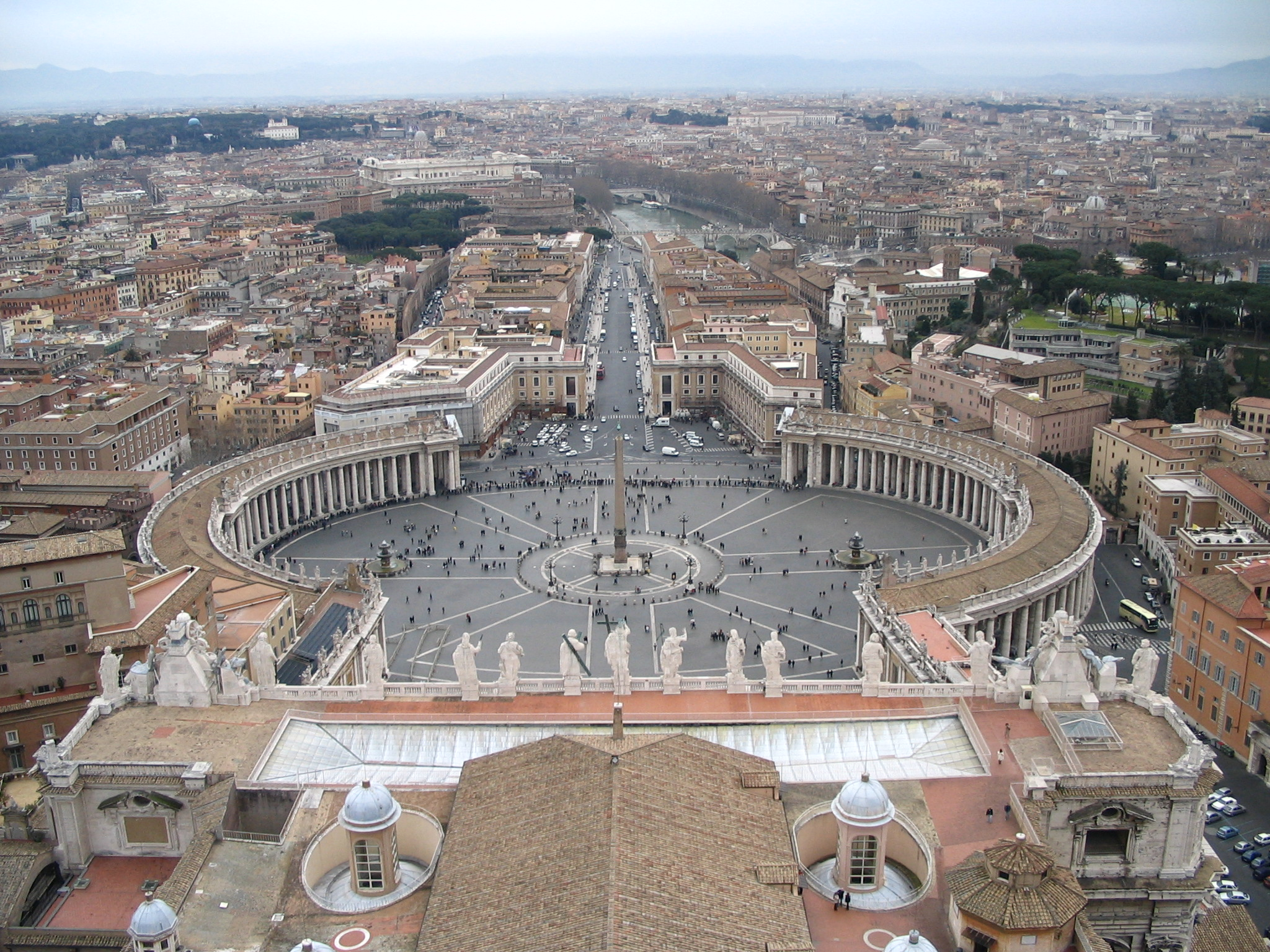
نمایی هوایی از میدان سنت پیتر که مرکز شهر واتیکان است.

به دلیل پیشینهٔ تاریخی که دارد دولت حاکم بر واتیکان ساختاری خاص و بی همتا دارد و پس از پاپ که در بالاترین رده است، دبیران رسمی منطقه مانند فرماندار و نماینده پاپ اعظم در کمیسیون اند که نه تنها این اعضا بلکه دیگران نیز از سوی شخص پاپ گزینش و با خواست وی از مقام خود برکنار می‌شوند.
از روی همین ساختار ویژه است که این شیوه پادشاهی را پادشاهی ارث ناپذیر گزینشی مطلقه و همچون گونه ای کمیاب دسته‌بندی کرده‌اند.
فرماندار شهر که در بسیاری از مواقع به عنوان رئیس‌جمهور واتیکان مطرح می‌شود، وظیفه‌ای شبیه یک شهردار یا مدیر اجرایی دارد.

## نیروهای امنیتی و قضایی
واتیکان دارای چند گروه و هسته امنیتی است، یکی گارد امنیتی سوییس که نیروی ارتش آن به صورت داوطلبانه از میان شهروندان سوئیسی تشکیل شده است و دیگری «corpo della Gendarmeria» که نه تنها به عنوان نیروی ارتش منطقه واتیکان محسوب می‌شوند بلکه به عنوان محافظان شخصی پاپ نیز انجام وظیفه می‌کنند.
همچنین واحدی به نام «پلیس واتیکان» نیز وجود دارد. شهر واتیکان دارای زندان نیست، اما در ساختمان پلیس واتیکان سه سلول وجود دارد.
واتیکان دارای سیستم قضایی جهت برخورد با تخلفات اداری روحانیون است که به «دادگاه تریبونال واتیکان» مشهور است.

## جغرافیا

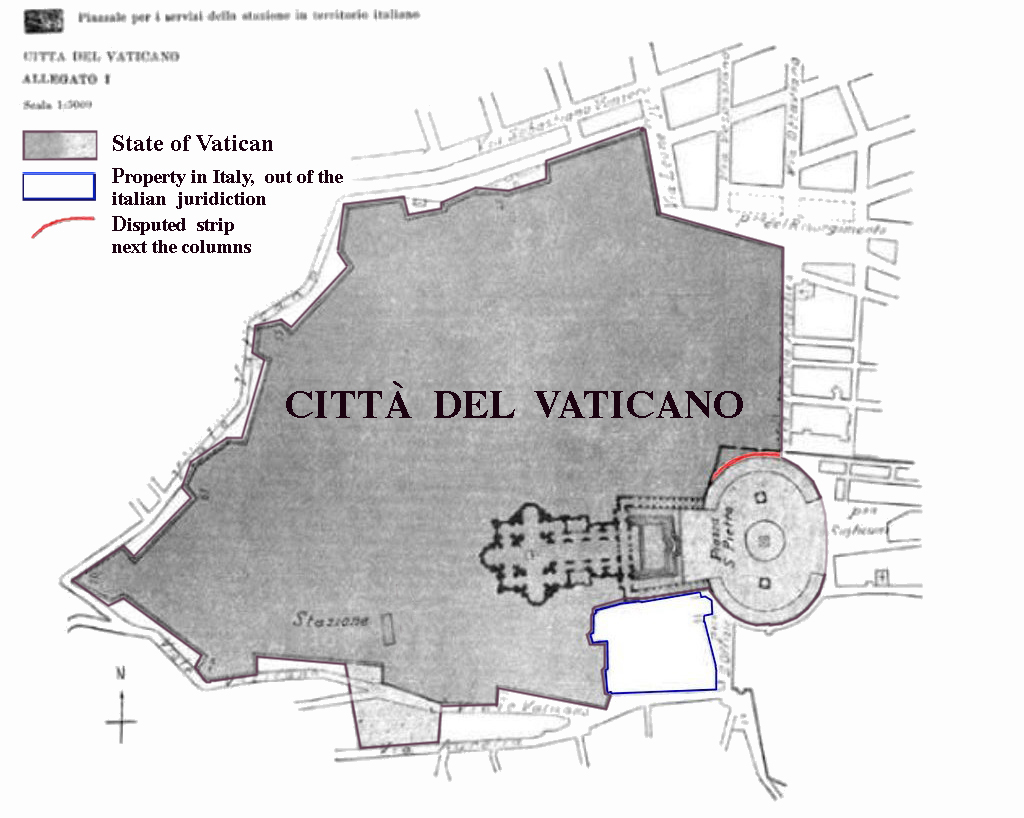

واتیکان که کوچک‌ترین ایالت خودمختار اروپایی محسوب می‌شود، بر روی تپه‌ای به همین نام در شمال غرب شهر بزرگ رم واقع شده و گرداگرد آن را دیواری احاطه کرده است تا شهر و به خصوص پاپ اعظم را از خطر حملات خارجی محافظت کند.
واتیکان کوچک‌ترین منطقه خودمختار و مستقل در جهان به‌شمار می‌رود و کل آن تنها ۴۴ هکتار است. آب و هوای مدیترانه‌ای تابستان‌های گرم و خشک و زمستان‌هایی بارانی را برای آن به ارمغان می‌آورد و مانند شهر رم درجه دمای آن متغیر است. مه و بخار پراکنده در هوای شهر که ناشی از فواره بزرگ و عظیم‌الجثه سینت پیتر باسیلیکا است نیز موجب رطوبت هوا و پراکنش دائمی قطرات آب در هوا می‌شود. این شهر کوچک اما مقتدر، تمامی نیازهای خود را برآورده می‌کند و دارای اداره پست، آتش‌نشانی، نیروهای پلیس، ایستگاه راه‌آهن، شبکه‌های نیروی برق، رستوران‌ها، بانک و شبکه انحصاری اینترنتی است.

## اقتصاد
از سال ۱۹۸۱ میلادی، دربار واتیکان برای خاتمه‌دادن به حدس و گمان‌ها در مورد میزان ثروت و درآمد کلیسا، حساب‌های مالی خود را منتشر می‌کند.
بانک واتیکان در سده ۱۹ میلادی تأسیس شد، اما فعالیت خود را در شکل کنونی و تحت نام فعلی «مؤسسه آثار مذهبی» از سال ۱۹۴۲ میلادی، آغاز کرد.

## امکانات شهری
واتیکان هیچ فرودگاهی ندارد و تنها یک بالگردگاه به نام بالگردگاه واتیکان دارد.
خطوط راه‌آهن ایتالیا به ایستگاه سینت پیترز متصل می‌شود و بسیاری از زائران از آن استفاده می‌کنند. خطوط متروی آن نیز در مدت ۱۰ دقیقه شهر را طی می‌کند.
در واتیکان از سیستم تلفن و پست انحصاری و کاملاً مستقل استفاده می‌شود و خطوط اینترنتی آن نیز در دسترس همه است.

## ساختمان‌ها
واتیکان دارای کتابخانه و مجموعه‌های ارزشمند موزه است.
در گوشه جنوب غربی واتیکان، عمارت ماتر اکلسیا (Mater Ecclesiae) که قبلاً صومعه بوده، وجود دارد.

## رسانه‌های گروهی
از ابزارهای تبلیغاتی واتیکان می‌توان به رادیو واتیکان و تلویزیون واتیکان و همچنین وبگاه‌های مختلف اینترنتی و شبکه‌های اجتماعی وابسته به دربار واتیکان اشاره کرد. نشریه رومانو (L'Osservatore Romano) که به صورت روزانه در ایتالیا و به صورت هفتگی در انگلستان، اسپانیا، آلمان و فرانسه و ماهیانه در لهستان چاپ می‌شود، از سوی یک شرکت خصوصی تحت نظارت افراد غیر روحانی کاتولیک منتشر می‌شود، اما اطلاعات رسمی و اداری آن تحت کنترل دربار واتیکان است. در این نشریه مقالات و نوشته‌های رسمی که اطلاعات کلیسا را دربردارد باعنوان «Actapostlica sedis» درج می‌شود.

## مردم

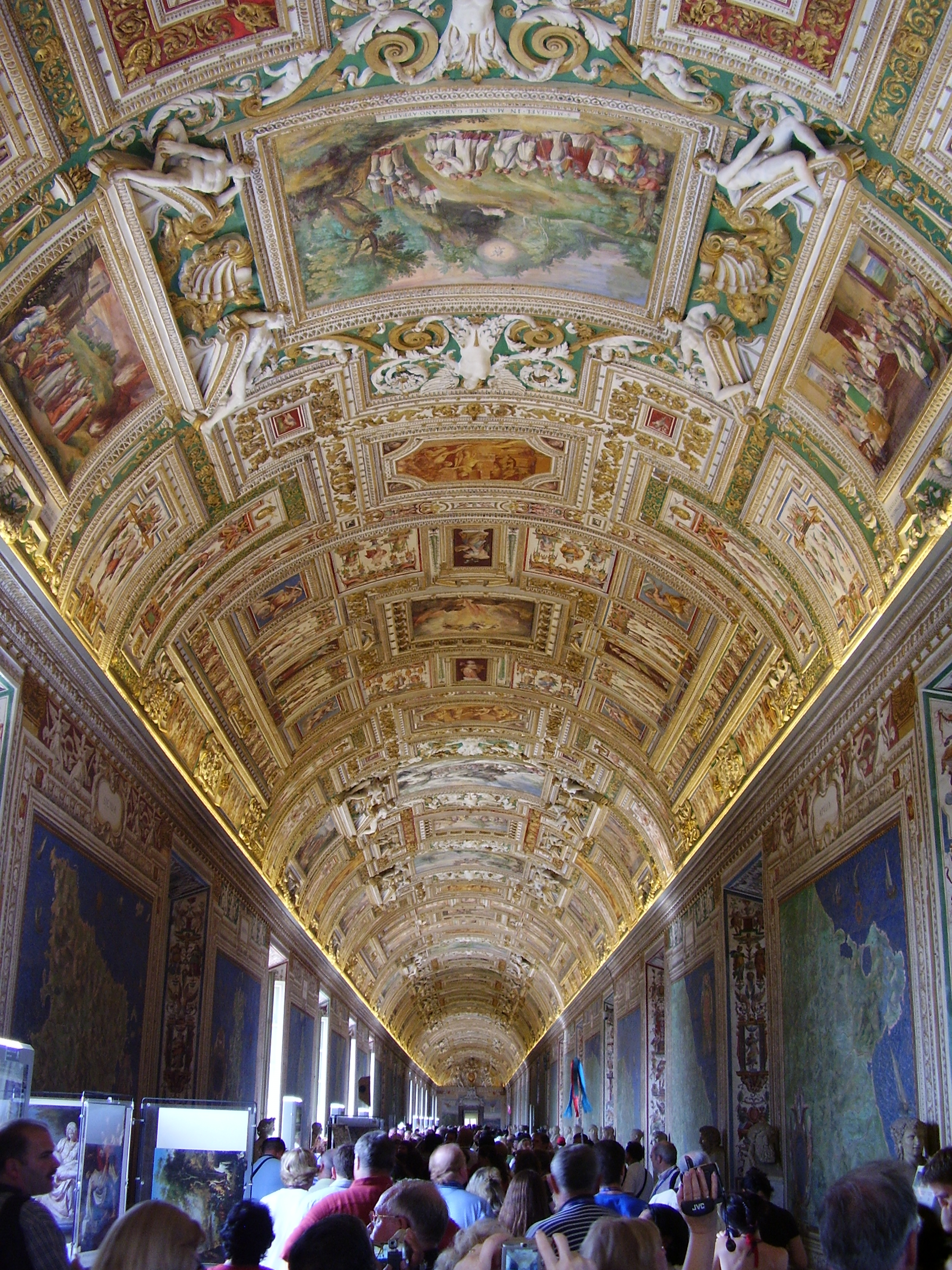
موزه واتیکان یکی از دیدنی‌های مهم شهر واتیکان است.

این کشور کم جمعیت‌ترین کشور جهان بوده و دارای حدود ۸۰۰ نفر جمعیت می‌باشد. از این تعداد ۴۵۰ نفر شهروند واتیکان بوده و بقیه مجوز اقامت در شهر را دارند. حدود نیمی از شهروندان واتیکان در این شهر زندگی نمی‌کنند و به مناسبت شغل خود (بیشتر به عنوان دیپلمات) در کشورهای دیگر دنیا سکونت دارند.
زبان رسمی مردم دولت واتیکان ایتالیایی است و تمام قوانین و مقررات آن به این زبان منتشر می‌شوند. زبان مکالمات روزمره هم معمولاً ایتالیایی است. اما زبان رسمی سریر مقدس لاتین و زبان دیپلماتیک سریر مقدس هم فرانسوی است. زبان اصلی گارد امنیتی آلمانی است.

## دیپلماسی و سیاست خارجی
دولت واتیکان روابط دیپلماتیکی ندارد و روابط خارجی واتیکان از طریق وزارت امورخارجه سریر مقدس انجام می‌شود که نام حوزه اسقف‌نشین شهر رم و مرکز کلیساهای کاتولیک دنیاست.
واتیکان در سال ۱۹۹۰ میلادی، به معاهده حقوق کودک سازمان ملل متحد پیوست.

## فرهنگ
لازم به‌ذکر است که کشور واتیکان در تعیین بسیاری از موارد فرهنگی و سیاسی جهان مسیحیّت نقش مهمی را ایفا می‌نماید و سالانه تعداد زیادی از مردم از این کشور بازدید می‌نمایند. از این جهت به صورت تخصّصی از طریق درآمد جهانگردان مذهبی سالیانه مقدار زیادی درآمد وارد این کشور می‌گردد.
شهر واتیکان به خودی خود از تاریخ فرهنگی قابل‌توجهی برخوردار است. ساختمان‌هایی چون کلیسای سن پیترو و نمازخانهٔ سیستین از زیباترین آثار هنری جهان است و آثار ارزشمندی از هنرمندان بزرگ تاریخ چون میکل آنژ و بوتیچلی را در خود جای داده است.
کتابخانه بزرگ شهر و مجموعه‌های ارزشمند موزه آن حاوی اطلاعات تاریخی شگرفی است که به لحاظ علمی و فرهنگی بسیار باارزشند.
در سال ۱۹۸۴ سازمان جهانی یونسکو، شهر واتیکان را در فهرست مناطق تاریخی خود ثبت کرد و تنها نمونه‌ای است که در آن کل یک کشور به‌عنوان اثری تاریخی ثبت می‌شود.
آنچه جالب توجه است، حضور چشمگیر مردان در شهر است زیرا ساکنان اصلی آن را مردان تشکیل می‌دهند و جمعیتی کثیر از زن‌ها در واتیکان دیده می‌شوند.
حضور گردشگران و زائران به زندگی روزانه شهر تنوع خاصی می‌بخشد و دیدار پاپ اعظم در مراسم عشای ربانی و نیز آیین مذهبی و جشن‌ها برای آن‌ها بسیار جالب است.
زبان رسمی واتیکان لاتین است و به عنوان مثال تنظیمات دستگاه‌های خودپرداز در واتیکان به زبان لاتین هم نوشته شده‌اند.

## فعالیت‌های علمی
پاپ لئو سیزدهم در سال ۱۸۹۱ به‌طور رسمی «مرکز اخترشناسی واتیکان» را تأسیس کرد.